# Eddie Adams
Eddie Adams (12 tháng 6 năm 1933 – 19 tháng 9 năm 2004) là nhiếp ảnh gia người Mỹ được biết đến qua các bức chân dung của nhân vật nổi tiếng, chính trị gia, đồng thời là phóng viên chiến trường, nhà báo ảnh trong 13 cuộc chiến tranh.

## Về bức ảnh đoạt giải Pulitzer
Bức ảnh nổi tiếng nhất của ông được chụp khi ông là phóng viên của hãng thông tấn Associated Press (AP) trong Chiến tranh Việt Nam – bức ảnh Tổng giám đốc Cảnh sát Quốc gia Việt Nam Cộng hòa Nguyễn Ngọc Loan bắn thẳng vào đầu một tù nhân đã bị trói tay trên đường phố Sài Gòn vào ngày 1 tháng 2 năm 1968, những ngày đầu của Sự kiện Tết Mậu Thân 1968.

Bức ảnh Saigon Execution chụp tướng cảnh sát miền Nam Nguyễn Ngọc Loan bắn chết một tù nhân ngay trên đường phố Sài Gòn

Adams đã giành được Giải thưởng Ảnh Báo chí Thế giới năm 1968 và giải Pulitzer năm 1969 cho ảnh sự kiện, nhờ bức ảnh Saigon Execution này, tuy nhiên sau đó ông tỏ ra áy náy vì hậu quả đối với cá nhân tướng Loan. Ông không cho rằng hành động của tướng Loan là đúng, nhưng theo ông thì trong bối cảnh đó thì hành động tàn bạo chỉ là bộc phát, tội lỗi của tướng Loan không đến mức phải chịu dày vò tâm lý suốt đời.
Về tướng Loan và bức ảnh nổi tiếng của mình, Adams phát biểu trên tạp chí Time năm 1998:
| “ | Viên tướng giết người của Việt Cộng bằng súng, tôi giết ông ta bằng máy ảnh. Đến nay, những bức ảnh vẫn là vũ khí quyền lực nhất trên thế giới. Mọi người tin chúng; nhưng những bức ảnh cũng có thế nói sai, mặc dù không hề phóng đại. Chúng chỉ là một nửa sự thật. Điều mà bức ảnh không nói là "Bạn sẽ làm gì nếu bạn là vị tướng đó, vào thời điểm đó, ở đó trong một ngày chiến tranh nóng bỏng và bạn tóm được một gã bị coi là xấu xa sau khi anh ta làm banh xác một, hai hoặc ba người Mỹ? | ” |

Ông loại bức ảnh này khỏi bộ sưu tập 500 bức ảnh của ông dù nó từng đoạt giải và công nhận bức ảnh đã không nói lên hết được sự thật, như ông nói ở trên "Hình ảnh chỉ là một nửa sự thật." (They are only half-truths). Adams sau này đã xin lỗi cá nhân tướng Loan và gia đình ông ta vì những tổn hại không thể hàn gắn bởi bức ảnh. Khi tướng Loan qua đời, Adams đã bày tỏ lòng thương tiếc cho ông Loan
| “ | Tôi vẫn giữ liên lạc với ông, lần cuối cùng mà chúng tôi nói chuyện đã được khoảng sáu tháng trước đây, khi ông bị bệnh nặng. Tôi đã gửi hoa khi tôi nghe nói rằng ông đã chết và đã viết "Tôi rất ân hận. Có những giọt nước mắt trong mắt tôi." | ” |

Adams cũng có lần nói thêm về chuyện đó:
| “ | Tôi sẽ vui hơn nếu được biết đến bởi những bức ảnh về 48 thuyền nhân Việt Nam trên con thuyền dài 10 mét trên biển tới Thái Lan để rồi bị kéo trở lại biển khơi bởi Hải quân Thái Lan..... chúng mang lại điều tốt đẹp và không làm tổn hại một ai | ” |

Những bức ảnh, cùng với những báo cáo sau đó đã góp phần thuyết phục Tổng thống Jimmy Carter chấp nhận 200 ngàn thuyền nhân Việt Nam định cư tại Mỹ. Năm 1977, Adams được giải thưởng Huy chương vàng Robert Capa (Robert Capa Gold Medal) của Hiệp hội Overseas Press Club of America (OPC) vì tập ảnh The boat of no smiles chụp chiếc tàu thuyền nhân vượt biển sau sự kiện 30 tháng 4 năm 1975 này, do AP phát hành . Ông nói "Tôi chợt nhận ra sự thể tồi tệ nhất. Ngay trong trại tạm cư của di dân hay thời chiến, chết chóc bệnh tật khủng khiếp, khi bạn đến làm phóng sự vẫn có trẻ con tụ tập trước ống kính và cười. Nhưng nơi đây lần đầu tiên trong đời tôi không thấy trẻ con cười. Tôi gọi các bức hình là Chiếc thuyền không có nụ cười (I called the pictures, "the boat of no smiles.")" . Adams tỏ ý muốn phản ánh sự thật của chiến tranh mà không muốn ám chỉ một cá nhân cụ thể nào.

## Sự nghiệp nhiếp ảnh
Adams bắt đầu sự nghiệp nhiếp ảnh khi còn là học sinh trung học ở trường Kensington, Pennsylvania, chụp cho các đám cưới và sự kiện khác với giá $20. Ông sau đó kiếm được việc làm ở nhật báo New Kensington Daily Dispatch. Từ vị trí này, ông chuyến đến mục Người tìm hiểu và Tin tức tại Battle Creek, Michigan, rồi tờ Philadelphia Evening Bulletin. Năm 1962, ông gia nhập Associated Press (AP). Sau đó một thập kỷ, ông chuyển sang tạp chí Time và làm việc tự do. Trở lại AP năm 1976, ông là nhiếp ảnh gia đầu tiên đảm nhiệm vị trí phóng viên đặc biệt. Năm 1980, Adams trở thành phóng viên tạp chí Parade và từ 1982 là phóng viên đặc biệt của Parade, tạp chí đã đăng 350 ảnh ông chụp trên trang bìa trong nhiều năm.
Ông đã là phóng viên chiến trường tại 13 cuộc chiến, từ chiến tranh Việt Nam, chiến tranh Hàn Quốc tới chiến tranh vùng Vịnh năm 1991. Adams cũng đã chụp vài nhân vật trong số những nhân vật nổi tiếng nhất thế giới: Ronald Reagan, Fidel Castro, Giáo hoàng John Paul II, Jerry Lewis, Clint Eastwood, Bette Davis, Big Bird và Chuột Mickey và là một trong những nhà nhiếp ảnh có nhiều ảnh đăng nhất ở Mỹ, ảnh của ông hiện diện trên những ấn phẩm nổi tiếng như Time, Vogue, Vanity Fair và Parade.. Ảnh của ông trải rộng trên nhiều thể loại báo chí, doanh nghiệp, biên tập, thời trang, giải trí và quảng cáo. Ông chụp hình các nhân vật hàng đầu ở mọi lĩnh vực, từ các chính trị gia đến các siêu sao màn bạc, truyền hình, thể thao và thời trang. Bộ sưu tập ảnh của ông còn có cảnh cá nhân của 7 Tổng thống Hoa Kỳ và 65 nguyên thủ quốc gia khác.
Bên cạnh giải Pulitzer, Adams nhận được 500 giải thưởng khác bao gồm giải George Polk cho ảnh tin tức năm 1968, 1977 và 1978, và một số giải thưởng từ Ảnh báo chí thế giới, NPPA, Sigma Delta Chi, Overseas Press Club, cũng như của nhiều tổ chức khác.
Sự nghiệp ảnh của Adams được lưu giữ thông qua Barnstorm: triển lãm của Eddie Adams, phòng ảnh được ông xây dựng từ năm 1988.
Adams qua đời ở Thành phố New York bởi biến chứng teo cơ dẫn đến xơ cứng, còn được biết đến với cái tên bệnh Lou Gehrig.
Năm 2009, sách hình "Eddie Adams: Việt Nam",cuốn sách đầu tiên  thâu thập các tác phẩm của Adams đã được Alyssa Adams, vợ của Eddie Adams biên tập, chọn lọc hình ảnh và do nhà xuất bản Umbrage Editions phát hành. Đồng thời, một cuộc triển lãm trưng bày các bức ảnh này đã được tổ chức tại Bảo tàng Umbrage ở Brooklyn, New York từ ngày 5 tháng Hai tới ngày 30 tháng 4 năm 2009.
Mark Savoia, của hãng Still River Editions, phụ trách in các bức ảnh cho triển lãm, cho biết: "Làm việc để in các bức hình cho thấy sự tàn bạo của chiến tranh vào cuối những năm 60 giúp chúng ta có được phản ứng đầy sức mạnh, kể cả sau 40 năm." và "Mỗi bức ảnh đập thẳng vào mắt chúng ta thực tế chiến tranh xảy ra mỗi ngày. Cách tiếp cận táo bạo của Adams là kim chỉ nam cho mọi phóng viên chiến trường kể từ đó" .